# Iugoslaus
Iugoslaus (serbocroat: Jugoslaveni / Југославени, Jugosloveni / Југословени; macedoni: Југословени; eslovè: Jugoslovani) és una designació originalment dissenyada per referir-se a un poble eslau meridional unit. S'ha utilitzat en dues connotacions, la primera en una connotació ètnica o supraètnica, i la segona com a terme per a ciutadans de l'antiga Iugoslàvia. Els defensors culturals i polítics de la identitat iugoslava han atribuït històricament aquesta identitat aplicable a totes les persones del patrimoni eslau del sud europeu, incloses els territoris de Bòsnia i Hercegovina, Croàcia, Montenegro, Macedònia del Nord, Sèrbia i Eslovènia. Els intents d'unir Bulgària a Iugoslàvia van ser però, infructuosos i, per tant, els búlgars no van ser inclosos en la identificació panètnica.
Des de la dissolució de Iugoslàvia i la creació d'estats nació eslaus del sud, el terme ètnic iugoslau s'ha utilitzat per referir-se a aquells que es consideren exclusivament iugoslaus sense cap altra identificació ètnica, molts d'aquests d'ascendència mixta.
A finals del segle xix i principis del segle xx, intel·lectuals públics influents Jovan Cvijić i Vladimir Dvorniković van defensar que els iugoslaus, com a nació supraètnica, tenien "moltes ètnies tribals, com ara croats, serbis i altres".
A l'antiga Iugoslàvia, la designació oficial per a aquells que es declaraven simplement com a Iugoslaus era entre cometes, "Iugoslaus" (introduïda al cens de 1971). Les cometes originalment tenien com a objectiu distingir l'ètnia iugoslava de la ciutadania iugoslava, la qual cosa es va escriure sense cometes. La majoria dels que abans havien identificat com a "iugoslaus" ètnics van revertir o adoptar identitats ètniques i nacionals tradicionals. Alguns també van decidir recórrer a identificacions regionals subnacionals, especialment en regions històriques multiètniques com Istria, Voivodina o Bòsnia (per tant, bosnians). Tanmateix, la designació iugoslava continua essent utilitzada per molts, especialment pels descendents de migrants iugoslaus als Estats Units, el Canadà i Austràlia mentre encara existia el país.

## Història

### Iugoslavisme i Iugoslàvia
Des de finals del segle xviii, quan les afiliacions ètniques europees tradicionals van començar a madurar-se en identitats ètniques modernes, hi ha hagut nombrosos intents de definir una identitat ètnica sud-eslava comuna. La paraula iugoslau, que significa "eslau sud", va ser utilitzada per Josip Juraj Strossmayer per primera vegada el 1849. La primera iteració moderna del iugoslavisme va ser el moviment il·liri a Habsburg, Croàcia. Aquest Identificava els eslaus del sud amb els antics iliris i pretenia construir una llengua comuna basada en el dialecte shtokavi. El moviment va ser dirigit per Ljudevit Gaj, amb un alfabet croat el qual es va convertir en un dels dos guions oficials utilitzats per a la llengua serbocroata.
Entre els partidaris notables del iugoslavisme i una identitat iugoslava activa a principis del segle XX hi havia el famós escultor Ivan Meštrović (1883–1962), que va anomenar l'heroi popular serbi el príncep Marko "el nostre poble iugoslau amb el seu gegantesc i noble cor" i va escriure poesia parlant. d'una “raça iugoslava”; Jovan Cvijić, en el seu article Les bases de la civilització iugoslava, va desenvolupar la idea d'una cultura iugoslava unificada i va afirmar que "Apareixen noves qualitats que fins ara han estat expressades però febles. Una amalgama de les qualitats més fèrtils de les nostres tres tribus [serbis, croats, eslovens] sortirà amb més força, i així es construirà el tipus de civilització única iugoslava: l'objectiu final i el més important del nostre país. "
El 28 de juny de 1914, Gavrilo Princip va afusellar i matar l'arxiduc Francesc Ferran d'Austria, hereu del tron austríac, i la seva dona, a Sarajevo. Princip era membre de la Jove Bosnia, un grup que tenia com a objectius la unificació dels iugoslaus i la independència d'Àustria-Hongria. L'assassinat a Sarajevo va posar en marxa una sèrie d'esdeveniments que es van moure ràpidament i que van acabar escalant en la Primera Guerra Mundial a gran escala. Després de la seva captura, durant el seu judici, va declarar "Sóc nacionalista iugoslau, amb l'objectiu de la unificació de tots els iugoslaus i no m'importa quina forma d'estat, però ha d'estar lliure d'Àustria".
Al juny a juliol de 1917, el Comitè iugoslau es va reunir amb el govern serbi a Corfú i, el 20 de juliol, es va publicar la Declaració de Corfú que va posar les bases de l'estat de postguerra. El preàmbul afirmava que els serbis, croats i eslovens eren "iguals per sang, per llengua, pels sentiments de la seva unitat, per la continuïtat i la integritat del territori on habiten indivisos i pels interessos vitals comuns de la seva supervivència nacional. i múltiples desenvolupaments de la seva vida moral i material ". L'estat va ser creat com el Regne dels serbis, croats i eslovens, una monarquia constitucional sota la dinastia Karađorđević. El terme "iugoslaus" es va fer servir per referir-se a tots els seus habitants, però particularment a l'ètnia sud-eslava. Alguns nacionalistes croats consideraven hegemònics la pluralitat sèrbia i la família reial sèrbia. Finalment, es va produir un conflicte d'interès entre els pobles iugoslaus. El 1929, el rei Alexandre I de Iugoslàvia va intentar resoldre una profunda crisi política provocada per les tensions ètniques assumint poders dictatorials a la Dictadura del 6 de gener, rebatejant el país "Regne de Iugoslàvia", i pronunciant oficialment que hi ha una sola nació iugoslava amb tres tribus. La designació ètnica iugoslava es va imposar per un període a tots els eslaus del sud de Iugoslàvia. Els canvis en la política iugoslava després de la mort del rei Alexandre el 1934 van posar fi a aquesta política, però algunes persones van seguir utilitzant aquest denominació.
El filòsof Vladimir Dvorniković va defensar l'establiment d'una ètnia iugoslava al seu llibre de 1939, titulat "La caracterologia dels iugoslaus". Els seus punts de vista incloïen l'eugenèsia i la combinació cultural per crear una nació iugoslava forta.
En tres ocasions hi havia hagut esforços per convertir Bulgària en una part de Iugoslàvia o en una federació encara més gran: mitjançant Aleksandar Stamboliyski durant i després de la Primera Guerra Mundial. També a través de Zveno durant el cop d'estat búlgar de 1934, i a través de Georgi Dimitrov durant i després de la Segona Guerra Mundial. Per diverses raons, cada intent va resultar infructuós.

## Autoidentificació a Segona Iugoslàvia
| Regió                | 1961 | 1971 | 1981 |
| -------------------- | ---- | ---- | ---- |
| Croàcia              | 0,4  | 1.9  | 8.2  |
| Sèrbia central       | 0,2  | 1.4  | 4.8  |
| Bòsnia i Hercegovina | 8.4  | 1.2  | 7.9  |
| Kosovo               | 0,5  | 0.1  | 0.1  |
| Macedònia            | 0.1  | 0,2  | 0,7  |
| Montenegro           | 0,3  | 2.1  | 5.3  |
| Eslovènia            | 0,2  | 0,4  | 1.4  |
| Vojvodina            | 0,2  | 2.4  | 8.2  |
| Total Iugoslàvia     | 1.7  | 1.3  | 5.4  |

Després de l'alliberament de les Potències de l'Eix el 1945, la nova Iugoslàvia socialista es va convertir en un país federal, i va reconèixer oficialment i valorar la seva diversitat ètnica. Les identitats ètniques tradicionals es van convertir de nou en les principals denominacions ètniques utilitzades per la majoria dels habitants de Iugoslàvia. Tot i això, moltes persones encara es declaraven "iugoslaves", perquè volien expressar una identificació amb Iugoslàvia en el seu conjunt, però no específicament amb cap dels seus pobles.
Josip Broz Tito va manifestar el seu desig d'una ètnia iugoslava indivisa quan va afirmar: "M’agradaria viure el dia en què Iugoslàvia s'amalgamaria en una comunitat ferma, quan ella ja no seria una comunitat formal, sinó una comunitat d'una sola Nació iugoslava. "
El cens de 1971 registrava 273.077 Iugoslaus, el 1,33% de la població. El cens del 1981 registrava 1.216.463 o un 5,4% iugoslaus. En el cens de 1991, el 5,54% (242.682) dels habitants de Bòsnia i Hercegovina es declaraven iugoslaus. 4,25% de la població de la república de Montenegro també es va declarar iugoslava al mateix cens.
La Constitució de la República de Bòsnia i Hercegovina des del 1990 va ratificar una presidència de set membres. Un dels set havia de ser elegit entre els iugoslaus de la república, introduint així els iugoslaus al costat dels nacionalistes musulmans, serbis i croats en el marc constitucional de Bòsnia i Hercegovina, encara que en un nivell inferior. Tanmateix, a causa de la guerra de Bòsnia que va esclatar el 1992, aquesta Constitució va tenir una vida curta i poc desenvolupada.
El cens del 1981 demostrava que els iugoslaus constituïen al voltant del 8% de la població a Croàcia, fins llavors el percentatge més elevat de Iugoslaus a les fronteres de Croàcia. Les dades del cens de 1991 indicaven que el nombre de iugoslaus havia baixat fins al 2% de la població a Croàcia. El cens de 2001 a Croàcia (el primer des de la independència) només registrava 176 iugoslaus. El proper cens del 2011 va registrar 331 iugoslaus a Croàcia (el 0,008% de la població).
Just abans i després de la dissolució de Iugoslàvia, la majoria dels iugoslaus van passar a designacions ètniques més convencionals. No obstant això, el concepte ha sobreviscut fins a Bòsnia i Hercegovina (on la majoria de les ciutats tenen un percentatge reduït), i Sèrbia i Montenegro (2003-2006), que van mantenir el nom de "Iugoslàvia" el més llarg fins al febrer del 2003.

## Estats successors

### Organitzacions

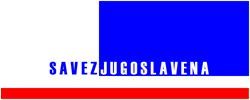
Logotip de l'Aliança dels Iugoslaus

Els iugoslaus de Croàcia tenen diverses organitzacions. L'Aliança dels Iugoslaus (Savez Jugoslavena), constituïda el 2010 a Zagreb, és una associació amb l'objectiu d'unir els iugoslaus de Croàcia, independentment de la religió, el sexe, la política o d'altres punts de vista. El seu objectiu principal és el reconeixement oficial de la nació iugoslava a tots els estats successors iugoslaus: Croàcia, Eslovènia, Sèrbia, Macedònia del Nord, Bòsnia i Hercegovina i Montenegro.
Una altra organització pro-iugoslava que defensa el reconeixement de la nació iugoslava és l'associació "La nostra Iugoslàvia" (Udruženje "Naša Jugoslavija"), que és una entitat oficialment registrada a Croàcia. La seu de la nostra Iugoslàvia es troba a la ciutat de Pula, en l'Istria on va ser fundada el 30 de juliol de 2009. L'associació té la majoria de membres de les ciutats de Rijeka, Zagreb i Pula. El seu objectiu principal és l'estabilització de les relacions entre els estats successors iugoslaus. També és activa a Bòsnia i Hercegovina, però, les autoritats estatals bosnianes van negar el seu registre oficial com a associació.
L'organització pro-iugoslava probablement més coneguda a Montenegro és el "Consolat general de la SFRY" amb seu a la ciutat costanera de Tivat. Abans del cens de població del 2011, Marko Perković, el president d'aquesta organització va demanar als iugoslaus de Montenegro que declaraven lliurement la seva identitat iugoslava al proper cens.

## Personalitats iugoslaves
L'exemple més conegut d'autodeclarats iugoslaus és el mariscal Josip Broz Tito que va organitzar la resistència contra l'Alemanya nazi a Iugoslàvia, va expulsar efectivament l'ocupació nazi de Iugoslàvia,i va cofundar el Moviment No Alineat, tot i desafiant la pressió soviètica de Joseph Stalin sobre Iugoslàvia. Altres persones que han estat declarades "iugoslaves" inclouen intel·lectuals, animadors, cantants i esportistes, com ara: 
- Aleksa Đilas[32]
- Ivan Ergić[33]
- Goran Bregović
- Andrej Grubačić
- Lepa Brena[34]
- Ivica Osim[35]
- Božo Koprivica[36]
- Oliver Dulić[37][38]
- Dževad Prekazi[39][40]
- Magnifico[41][42]
- Milić Vukašinović[43][44]
- Milan Milišić[45]
- Đorđe Đogani[46]
- Branko Milićević "Kockica"[47]
- Ašok Murti[48]
- Ekrem Jevrić[49]
- Joška Broz,[50] the grandson of Josip Broz Tito
- Boris Vukobrat[51]
- Duško Vujošević
- Josip Pejaković
- Branimir Štulić[52]
- Srđa Popović
- Igor Mandić
- Edvin Kanka Ćudić
- Srđan Dragojević
- Bogdan Tanjević
- Miljenko Smoje
- Jovan Vavic

## Símbols
El símbol dels iugoslaus probablement més freqüentment utilitzat per expressar la seva identitat i al qual s'associen més sovint és la bandera tricolor blau-blanc-vermell amb una estrella vermella de vora groga al centre de la bandera, que també va servir com a la bandera nacional de la República Federal Socialista de Iugoslàvia entre 1945 i 1991.

Abans de la Segona Guerra Mundial, el símbol de Iugoslavisme era una bandera tricolor simple de color blau, blanc i vermell, que també era la bandera del Regne de Iugoslàvia, l'estat iugoslau durant l'època d'entreguerres. 
